# Resolució 2357 del Consell de Seguretat de les Nacions Unides
La Resolució 2357 del Consell de Seguretat de les Nacions Unides fou adoptada per unanimitat el 12 de juny de 2017. El Consell va permetre als països membres inspeccionar nous vaixells sospitosos de violar l'embargament d'armes contra Líbia.

## Observacions
El Regne Unit havia redactat el text de la resolució. El representant italià va dir que recolzava el procés polític a Líbia. Vetllar per la seguretat a la Mediterrània era fonamental en això. Tots dos països van expressar el seu agraïment per l'EU Navfor Med contra el contraban d'armes i petroli. El representant francès va dir que l'operació havia proporcionat més informació sobre els tràfic d'armes i servia com a dissuasió.
El representant rus va dir que la crisi a Líbia també desestabilitzava els països veïns. La prioritat havia de ser reunir i establir el govern del país. Egipte va considerar que l'exèrcit libi havia d'estar exempt del bloqueig d'armes perquè el país pogués protegir-se. No es podia ignorar el fet que hi havia països que finançaven grups terroristes a Líbia. També s'havia de fer més per rastrejar dipòsits il·legals d'armes al país.
El representant xinès també va dir que les resolucions relatives a les inspeccions s'havien d'aplicar correctament perquè la competència dels estats del pavelló no es vegi compromesa.

## Contingut
El 2011 havien imposat un embargament d'armes contra Líbia a causa de l'aixecament que havia esclatat contra el règim de Moammar al-Gaddafi. Atès que el 2016 hi havia moltes violacions, la Resolució 2292 havia donat permís durant un any per inspeccionar vaixells sospitosos en el seu camí cap a Líbia en alta mar. Aquest consentiment es va ampliar un any amb aquesta resolució.